# 弟財郎女
弟財郎女（おとたからのいらつめ、生没年不詳）は、成務天皇の妃。父は建忍山垂根（穂積氏の遠祖）で、母は未詳。和訶奴気王（わかぬけのみこ）の母。
『日本書紀』に彼女の記載はないが、『古事記』には、成務天皇との間に和謌奴気王を儲けたと記される。

## 系譜
- 父：建忍山垂根（穂積氏忍山宿禰とも）
- 母：未詳
- 兄：大木別垂根
- 夫：成務天皇
  - 子：和訶奴気王